# Zakłócenia radiowe
Zakłócenia radiowe – zjawiska zmieniające normalne warunki odbioru sygnału radiowego i powodujące, często trudne do wychwycenia, błędy w radionawigacji.
Do najważniejszych z nich należą:
- burza magnetyczna,
- echo radiowe,
- efekt brzegowy,
- efekt nocny,
- fading,
- martwa strefa radiowa.